# Колос са Родоса
Колос сa Родоса (грч. Κολοσσός της Ρόδου) је једно од седам светских чуда старог света. Иако је од времена изградње ове огромне статуе до њеног уништења протекло свега 56 година, ова својеврсна и непоновљива грађевина свакако је заслужила своје место међу светским чудима. Колос са Родоса није само гигантска статуа - она је симбол јединства народа који је насељавао Родос, прелепо медитеранско острво.
Ова статуа се налазила на самом улазу у луку Митраки,острва Родос у Грчкој. У старој Грчкој, на малом острву Родосу налазила су се 3 града-државе (полиса): Лалисос, Камирос и Линдос. 408. године п. н. е. ови градови су се ујединили и сачинили јединствену територију - град Родос. Град се брзо развијао и градио снажне економске везе са својим главним савезником Птолемејем I, тадашњим владаром старог Египта. 305. године п. н. е, Антагониди из Македоније који су били велики ривали Птоломејима, напали су Родос у покушају да сломе његову алијансу са Египтом. Ипак, нису успели да уђу у град. Када је постигнут мировни споразум 304. године п. н. е, Антагониди су се повукли остављајући за собом велике количине ратне опреме. Како би прославили своје јединство, становници Родоса продали су сву ту ратну опрему и за добијени новац подигли гигантску статуу посвећену грчком богу Сунца, Хелиосу. Изградња статуе трајала је 12 година и завршена је 282. године п. н. е. Годинама је статуа стајала на улазу у родоску луку, све док снажан земљотрес није погодио Родос 226. године п. н. е. Град је био тешко оштећен, а Колос је сломљен на најслабијем месту - у колену. Родос је тада примио понуду Птолемеја III да плати све трошкове рестаурације поломљене статуе, али након што су консултовани пророци, поновно подизање статуе је забрањено, а Птолемејева понуда одбијена. Скоро 1000 година статуа је лежала поломљена. 654. године н. е Арапи су напали Родос. Узели су остатке поломљеног Колоса и продали их Сирији - били су отпремљени на леђима 900 камила.
Огромну статуу осмислио је родоски вајар Арес из Линдоса. Основа статуе је била направљена од мермера, а најпре су постављена стопала и чланци ноге. Статуа је поступно грађена тако што је бронзана превлака била учвршћивана гвозденим и каменим ојачањима. Да би статуа била довршена, изграђена је висока рампа око статуе која је касније уклоњена. Када је Колос завршен, био је висок 33 метра. Колика је заправо била величина статуе, најбоље сведочи Плиније Старији: „Када је статуа поломљена и пала на земљу, група од 5-6 људи испружених руку је једва могла да опаше прст руке Колоса“.
Према већини савремених описа, Колос је био висок око 70 лаката, или 33 m (108 ft) – отприлике висине модерне Статуе слободе од стопала до круне – што га чини највишом статуом у древном свету. Срушио се током земљотреса 226. п.н.е, иако су његови делови сачувани. У складу са извесним пророчиштем, Родошани га нису поново подигли. Јован Малала је писао да је Хадријан током своје владавине поново подигао Колоса, али су његове тврње погрешне. Према Суду, Родошани су названи Колоси (Κολοσσαεῖς), јер су они поставили статуу на острву.
Године 653, арапске снаге под муслиманским генералом Муавијом I освојиле су Родос, а према Хроници Теофана Исповедника, статуа је потпуно уништена, а остаци продати; овај извештај може бити непоуздан. Од 2008. године објављен је низ још нереализованих предлога за изградњу новог Колоса у луци Родос, иако је стварна локација првобитног споменика и даље спорна.

## Опсада Родоса
У раном четвртом веку пре нове ере, Родос је, у савезу са Птолемејем I из Египта, спречио масовну инвазију коју је организовао њихов заједнички непријатељ, Антигон I Монофталм.
Године 304. п. н. е. стигла је помоћна снага бродова које је послао Птоломеј, и Деметрије (Антигонов син) и његова војска су напустили опсаду, остављајући за собом већину своје опреме за опсаду. Да би прославили своју победу, Родошани су продали остављену опрему за 300 талената и одлучили да искористе новац за изградњу колосалне статуе свог бога заштитника, Хелиоса. Изградња је остављена у надзору Чареса, родом из Линдоса на Родосу, који се раније бавио великим статуама. Његов учитељ, вајар Лисип, конструисао је бронзану статуу Зевса високу 22 m (72 ft) у Таренту.

## Конструкција
Изградња је почела 292. године пре нове ере. Древни извештаји, који се донекле разликују, описују структуру као да је изграђена од гвоздених шипки за везивање на које су биле причвршћене месингане плоче да формирају кожу. Унутрашњост грађевине, која је стајала на постољу од 15-metre-high (49-foot) висине од белог мермера у близини улаза у луку Родос, тада је била испуњена каменим блоковима како је изградња напредовала. Други извори постављају Колос на лукобран у луци. Према већини савремених описа, сама статуа је била око 70 лаката, или 32 m (105 ft) висока. Велики део гвожђа и бронзе је поново искован од различитог оружја које је Деметријева војска оставила за собом, а напуштена друга опсадна кула је можда коришћена за скеле око нижих нивоа током изградње.
Филон Византијски је написао у De septem mundi miraculis да је Харес створио скулптуру ин ситу тако што је излио у хоризонталним слојевим, а затим поставио „... огромну хумку земље око сваког дела чим је завршен, чиме је завршено дело затрпано испод нагомилане земље, и вршено је ливење следећег дела на површини.“
Савремени инжењери су изнели веродостојну хипотезу за конструкцију статуе, засновану на технологији тог времена (која није била заснована на савременим принципима земљотресног инжењерства), и на извештајима Филона и Плинија, који су видели и описали рушевине.
Археолог Урсула Ведер је предложила да је скулптура изливена у великим деловима према традиционалним грчким методама и да Филонов извештај „није компатибилан са ситуацијом коју је доказала археологија у старој Грчкој.“